# Montmartrekyrkogården

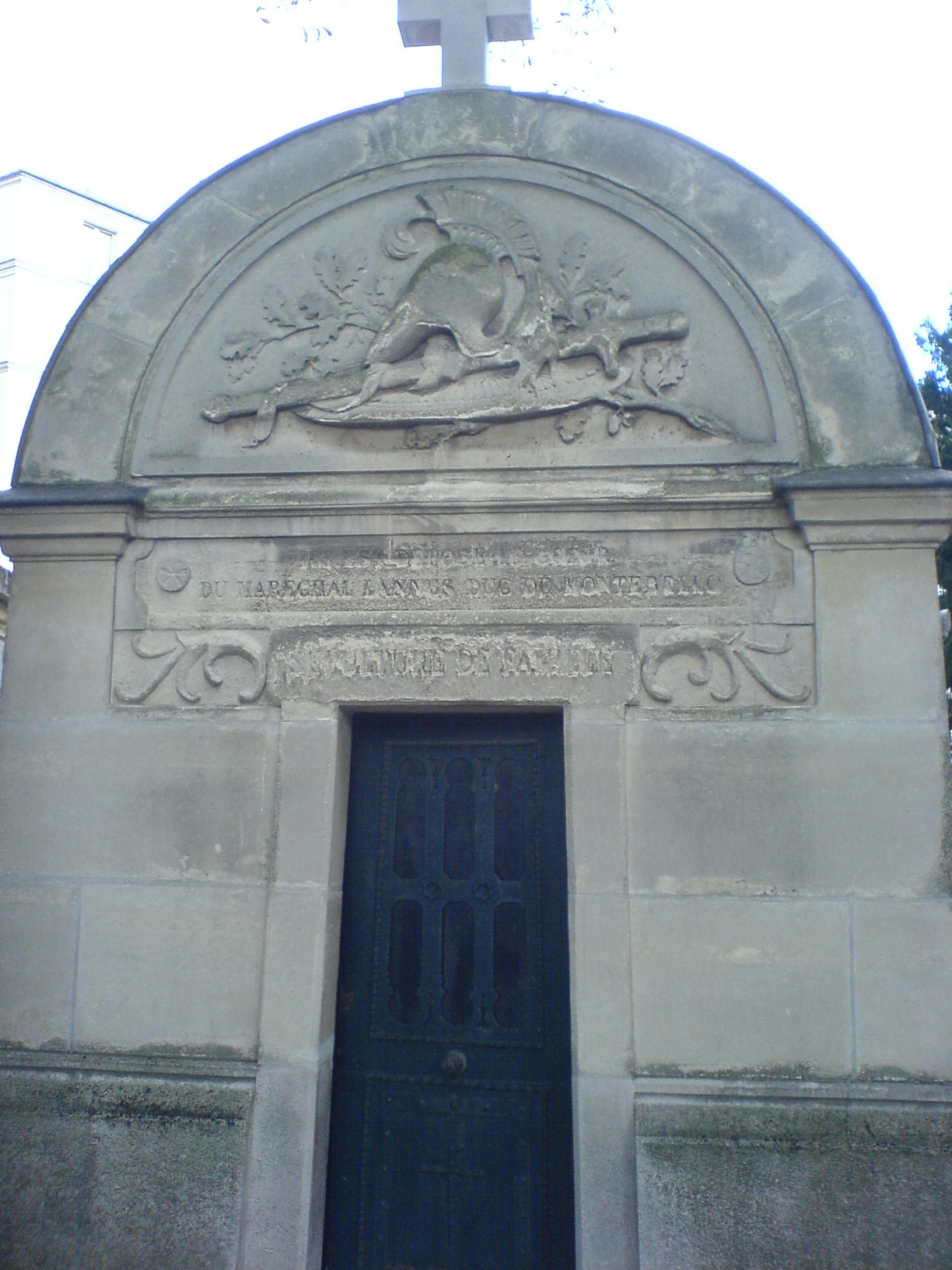
Marskalk Lannes krypta i Montmarte.

Montmartrekyrkogården är en begravningsplats i Paris 18:e arrodissement.
Här vilar en rad kända personer, bland andra:
- Marie-Henri Beyle, mer känd som Stendhal, romanförfattare
- Dalida, sångerska
- Edgar Degas, bildkonstnär
- Marceline Desbordes-Valmore – författare
- Léon Foucault – fysiker
- Heinrich Heine, poet
- André Jolivet – tonsättare
- Jean Lannes – Marskalk av Frankrike och politiker
- Jacques Offenbach, tonsättare
- Philippe Soupault, författare

Den mest berömda graven är förmodligen Kameliadamens, Marie Duplessis, som avled i lungsot vid 23 års ålder. Mannen som skrev romanen om henne, den franske författaren Alexandre Dumas d.y., ligger också begravd på Montmartrekyrkogården.